# Sint-Pieterskerk (Beesd)
De St. Pieterskerk of Petruskerk in Beesd is een Nederlands-hervormde kerk met een opvallende, onvoltooide toren. De onderbouw van de toren dateert van omstreeks 1500, de tweede geleding is waarschijnlijk ca. vijftig jaar jonger. De toren werd als vluchtplaats gebruikt wanneer de rivier de Linge buiten haar oevers trad.
Het kerkgebouw kwam omstreeks 1825 tot stand door ingrijpende verbouwingen van een middeleeuwse hallenkerk.
De kerk is in gebruik bij de Protestantse Gemeente Beesd. Zowel de toren als de kerk hebben de status van rijksmonument.